# Wilhelm Brenneke
Wilhelm Brenneke (Hanôver, 30 de março de 1865 — Leipzig, 13 de janeiro de 1951), foi um inventor alemão de munição para armas pequenas, incluindo o balote Brenneke. Ele nasceu em 1865 em Hannover e morreu em 1951, por causas naturais. A empresa Brenneke permanece nas mãos de sua família e ainda é bem-sucedida.